# Proteinsyntes
Proteinsyntes är den process i cellen som tillverkar proteiner. Ibland används begreppet specifikt om det steg, translationen, där RNA översätts till sekvenser av aminosyror i cellens ribosomer, men oftast åsyftas en flerstegsprocess som börjar med transkription och slutar med translationen. Proteinsyntesen skiljer sig något mellan eukaryoter och prokaryoter.

## Transkription
Huvudartikel: Transkription (cellbiologi)
Transkriptionen utgår från den ena av strängen i DNA-molekylens dubbelspiral (även kallad dubbelhelix). Ett enzym, RNA-polymeras II, binds till en specifik position på DNA:t, promotorn, som markerar startpunkten för transkriptionen. DNA-molekylens strängar särar därvid på sig. RNA-polymerasmolekylen förflyttar sig sedan längs den ena av DNA-trådarna och skapar en komplimenterande RNA-sekvens, mRNA (messenger RNA).
Processen avslutas med att den nyss producerade mRNA-kedjan förses med skyddande molekyler i de båda ändarna för att förhindra nedbrytning. I 5'-ändan läggs en 5'-cap till och 3'-ändan förses med en poly-A-svans. 
I eukaryoter sker sedan vanligtvis ytterligare redigering av den preliminära mRNA-molekylen genom att oönskade intronsekvenser tas bort.

## Translation
Huvudartikel: Ribosom
Translationen utförs på en ribosoms yta. Där kombineras flera aminosyror till en polypeptid i en sekvens som styrs av en mRNA-molekyl. Alla de 20 aminosyrorna som används av levande organismer på jorden motsvaras av en eller flera bastripletter (kodon) i mRNA-molekylen. Aminosyrorna transporteras till ribosomerna bundna till tRNA (transport-RNA). Det finns en unik tRNA-molekyl för varje aminosyra och den innehåller dels en sektion som binder till den specifika aminosyran, dels en bastriplett som är komplementet till det kodon som specificerar aminosyran i den genetiska koden, ett antikodon.
Ribosomen kan finnas både fritt i cellens cytoplasma och bunden till cellens endoplasmatiska nätverk (ER). Var ett visst protein syntetiseras beror på var det ska användas. De flesta proteiner bildas av ribosomer bundna till ER, och hamnar efter tillverkningen i ER eller Golgiapparaten, där efterföljande modifieringar sker, till exempel glykosylering.

## Efter translationen
Sekvensen av aminosyror i ett protein avgör hur de ska vecka sig och få struktur. Strukturen kan delas in i primärstruktur, sekundärstruktur, tertiärstruktur och kvartärstruktur. Veckningen hjälps på traven av hjälpproteiner som kallas chaperoner. Veckningen går mycket fort och chaparonernas roll är att göra om proteiner som blir felveckade. Om proteinet inte skulle klara vecka sig rätt, märks det med ubiquitin och bryts ner i en proteosom.
Många proteiner genomgår andra förändringar efter translationen. Detta kan till exempel vara skapandet av disulfid-bryggor mellan olika delar av proteinet och kombinering med andra molekyler som fetter och kolhydrater.